# Sérgio Clérice
Sérgio Clérice (São Paulo, 25 de maio de 1941) é um ex-futebolista e ex-treinador brasileiro, que atuava como atacante.

## Carreira

### Como jogador
Apelidado de "El Gringo", Sérgio Clérice começou sua carreira como jogador de futebol nas divisões de base do Nacional, Palmeiras e Portuguesa Santista, atuando também entre os profissionais dos três clubes.
No início da década de 1960, foi para o futebol italiano, atuou até o fim da década de 1970 por sete clubes, somando ao todo 336 partidas na Serie A (primeira divisão) italiana e 103 gols marcados.
Naquela época, para um jogador poder se transferir para o futebol italiano era necessário ter ascendência ou descendência do país e, por coincidência, Sérgio Clérice era filho de pai de origem lombarda e mãe de raízes toscanas. Atuando na "Terra da Bota", ele ficou mais conhecido pela italianização do seu nome — Sergio Clerici —, presente em jornais e publicações da sua época no Calcio e em websites da atualidade.
Contratado pelo Lecco em 1960–61, Sérgio Clérice também atuou por Bologna, Atalanta, Hellas Verona, Fiorentina, Napoli e Lazio. Após a aposentadoria de José Altafini, Nenê e Sormani em 1977–78, tornou-se o único e último jogador estrangeiro a atuar na Serie A após a proibição de jogadores estrangeiros em 1966 e antes da reabertura em 1980. Ele também é o jogador estrangeiro que atuou em um maior número de clubes da Serie A (7 no total).
Após deixar a Itália, Sergio foi para o Canadá, onde jogou uma temporada e também foi campeão no país.
Em 1978, aos 37 anos, mudou-se com a família para a cidade de Araraquara, recebendo o convite para jogar o Paulistão pela Ferroviária, encerrando ali sua carreira de jogador, atuando todo o campeonato e abandonando os gramados ao final daquele ano. 

### Como treinador
Após pendurar as chuteiras, iniciou a carreira de treinador na própria Ferroviária. Clérice e a família moram até os dias atuais em Araraquara. Teve cinco passagens pela Ferroviária nos anos de 1979, 1982, 1984, 1987 e 1996, sendo o quarto treinador que mais comandou a Ferroviária na história, com 169 jogos.
Depois da Ferrinha, treinou Palmeiras, Santos e Inter de Limeira, entre outras equipes.

## Títulos individuais

### Como jogador
Lecco
- Artilheiro da Serie B (segunda divisão): 1964–65 (20 gols) (juntamente com Virginio De Paoli, do Brescia)

## Campanhas de destaque
Napoli
- Serie A (primeira divisão): 1974–75 (vice-campeão)